# Lorenzo Sitgreaves
Pour les articles homonymes, voir Sitgreaves.
Lorenzo I. Sitgreaves, né le 15 mars 1810 à Easton (Pennsylvanie) et mort le 14 mai 1888 à Washington, D.C., est un officier et explorateur américain.

## Biographie
Né le 15 mars 1810 à Easton en Pennsylvanie, il est le fils de Mary (née Kemper) et de Samuel Sitgreaves. Sa mère est la fille de Daniel Kemper, colonel de la guerre d'indépendance américaine.
Cadet à West Point du 1er juillet 1827 au 1er juillet 1832, date à laquelle il obtient son diplôme et est promu 2elieutenant du 1er régiment de Artillerie, il sert dans l'expédition Black Hawk en 1832 puis dans la garnison de l'arsenal de Bellona dans le comté de Chesterfield, en Virginie, et de 1832 à 1833 dans une garnison de la nation Creek, jusqu'à ce qu'il soit promu sous-lieutenant le 30 septembre 1833. Transféré, il sert en garnison à Fort Monroe, en Virginie, en 1833-1834, puis de 1834 à 1836 de nouveau dans la nation Creek, jusqu'à ce qu'il démissionne de sa commission le 31 août 1836. De 1836 à 1838, il est ingénieur civil.
Il est de nouveau nommé sous-lieutenant dans le Corps of Topographical Engineers (en) le 7 juillet 1838. En tant qu'ingénieur topographique adjoint, il sert à la construction de routes dans le Wisconsin de 1839 à 1840 et à un levé de la rivière Sainte-Marie en 1840-1841, expédition au cours de laquelle il est promu 1er lieutenant du Corps of Topographic Engineers, le 18 juillet 1840. Il sert ensuite comme assistant ingénieur topographique lors de l'arpentage de la frontière américaine avec le Texas en 1841 et près de La Nouvelle-Orléans en 1841-1842. En 1842-1843, il sert comme assistant au Bureau topographique de Washington, D.C. De retour sur le terrain de 1843 à 1844, il est ingénieur topographique adjoint pour l'amélioration de l'Hudson et pour l'étude du port de Portsmouth de 1844-1845 et des récifs de Floride en 1845-1846.
Pendant la guerre américano-mexicaine, Sitgreaves marche avec le général John E. Wool de San Antonio à Chihuahua à l'automne 1846 et aide à cartographier la route et la région. Il combat lors de la bataille de Buena Vista, les 22 et 23 février 1847, durant laquelle il est promu capitaine le 23 février 1847, pour « conduite vaillante et méritoire » lors de la bataille. Lorsque la paix revient, il est chargé de l'arpentage des limites du territoire indien Creek en 1849, puis de nouveau est assistant au bureau topographique de Washington, D.C., en 1850.
En 1851, il dirige une expédition sur la rivière Zuni et vers l'ouest jusqu'au fleuve Colorado, avec John G. Parke comme commandant en second et Antoine Leroux (en) comme guide. Cette expédition est la première étude systématique de la zone de la région supérieure du territoire du Nouveau-Mexique entre Zuni Pueblo et le fleuve Colorado, à la recherche d'une route vers la Californie. Le voyage dure du 4 septembre au 30 novembre 1851, entre Zuñi et le Yuma Crossing (en).
Après l'expédition, il passe la majeure partie de 1852 à préparer un rapport sur le voyage, rapport qui est publié en 1853. Peu de temps après, le 3 mars 1853, il est promu capitaine du Corps of Topographical Engineers, après 14 ans de service continu dans le Corps.
Il épouse Lucy Ann Jesup, fille de Thomas Jesup, le 28 février 1854. Ils auront deux filles : Mary Jesup et Lucy,,.
Il sert comme inspecteur des phares du 11e district (Détroit (Michigan)), du 21 décembre 1852 au 11 décembre 1856, et comme ingénieur des phares dans le 5e district (Baltimore), du 15 mai 1857 au 8 août 1859. Il est en congé de maladie d'août 1859 à 1861.
Rappelé au début de la guerre civile, il sert comme officier de rassemblement à Albany, en 1861-1862, puis comme surintendant du service de recrutement des volontaires et officier des décaissements à Madison du 20 avril 1863 au 20 octobre 1864. Durant cette période, il est promu major du Corps of Topographical Engineers le 3 mars 1863 et lieutenant-colonel du Corps of Engineers le 22 avril 1864. Il mène l'inspection des défenses temporaires du Kansas et du Nebraska du 25 octobre 1864 à juillet 1865.
À la fin de la guerre civile, il est chargé de l'amélioration du port du lac Michigan, du 3 août 1865 au 11 juin 1866 et prend sa retraite du service actif le 10 juillet 1866. En mars 1867, il est nommé commissaire chargé de régler les réclamations de guerre de l'Ohio et de l'Indiana.
Il meurt à son domicile le 14 mai 1888 au 1300 N Street à Washington, DC, et est inhumé au cimetière d'Oak Hill,.